# Tomer Hemed
Tomer Hemed (in ebraico תומר חמד‎?; Haifa, 2 maggio 1987) è un ex calciatore israeliano, di ruolo attaccante.
Possiede anche il passaporto polacco.

## Carriera

### Club
Ha giocato in patria principalmente con il Maccabi Haifa.
Il 1º luglio 2011 Hemed lascia il Maccabi Haifa per trasferirsi in Spagna al Maiorca a parametro zero. Nella sua prima stagione in Primera División colleziona 28 presenze mettendo a segno 8 gol, realizza il suo primo gol con la maglia del Maiorca nella partita pareggiata 2-2 contro Club Atlético Osasuna, realizzando una doppietta..
Conclude con il Maiorca la sua prima stagione nella Primera División all'ottavo posto.
Nella seconda stagione con la maglia del Maiorca realizza 37 presenze coronate da 11 gol, cifre che però non salvano la squadra dalla retrocessione.
Durante il mercato invernale Hemed attira l'interesse di diverse squadre tra cui la Fiorentina, ma alla fine del mercato Hemed rimane nella rosa della squadra spagnola..
Nella penultima giornata di campionato contro l'Atlético Madrid l'attaccante israeliano subisce un grave infortunio, la rottura del tendine d'achille, problema che lo terrà fuori per almeno 6 mesi e quindi con il rientro nel mese di gennaio 2014..
Il 25 giugno si trasferisce al Brighton & Hove Albion Football Club firmando un contratto di tre anni..

### Nazionale
Il 4 giugno 2011 debutta con la nazionale israeliana in un match valido per la qualificazione agli europei 2012 contro la Lettonia. Il 6 settembre 2011 sigla il suo primo gol nella sconfitta fuori casa per 3-1 contro la Croazia.
Il 12 ottobre 2012 a Lussemburgo nell'incontro valido per le Qualificazioni al campionato mondiale di calcio 2014 tra la Israele  e la Lussemburgo Hemed realizza la sua prima tripletta. La partita si concluderà con il risultato di 6 a 0 per gli israeliani.
Nella sfida pirotecnica tra la Israele e Portogallo valevole per la Qualificazioni al campionato mondiale di calcio 2014 e conclusa sul 3 a 3, Hemed realizza il gol del momentaneo 1 a 1 con una bella girata al volo da poco dentro l'area di rigore.

## Statistiche

### Presenze e reti nei club
Statistiche aggiornate al 13 maggio 2016.
| Stagione             | Squadra              | Campionato           | Campionato | Campionato | Coppe nazionali | Coppe nazionali | Coppe nazionali | Coppe continentali | Coppe continentali | Coppe continentali | Altre coppe | Altre coppe | Altre coppe | Totale | Totale |
| Stagione             | Squadra              | Comp                 | Pres       | Reti       | Comp            | Pres            | Reti            | Comp               | Pres               | Reti               | Comp        | Pres        | Reti        | Pres   | Reti   |
| -------------------- | -------------------- | -------------------- | ---------- | ---------- | --------------- | --------------- | --------------- | ------------------ | ------------------ | ------------------ | ----------- | ----------- | ----------- | ------ | ------ |
| 2005-2006            | Maccabi Haifa        | LhA                  | 3          | 1          | CI+CdL          | 0+0             | 0               |                    | -                  | -                  |             | -           | -           | 3      | 1      |
| 2006-2007            | Maccabi Haifa        | LhA                  | 8          | 2          | CI+CdL          | 1+5             | 0+1             |                    | -                  | -                  |             | -           | -           | 14     | 3      |
| 2007- gen. 2008      | Maccabi Haifa        | LhA                  | 7          | 0          | CI+CdL          | 0+4             | 0               |                    | -                  | -                  |             | -           | -           | 11     | 0      |
| gen.2008 giu.2008    | Maccabi Herzliya     | LhA                  | 17         | 3          | CI+CdL          | 1+0             | 0               |                    | -                  | -                  |             | -           | -           | 18     | 3      |
| 2008-2009            | Yehuda Tel Aviv      | LhA                  | 28         | 2          | CI+CdL          | 2+7             | 0+1             |                    | -                  | -                  |             | -           | -           | 37     | 3      |
| 2009-2010            | Maccabi Ahi Natzrat  | LhA                  | 33         | 9          | CI+CdL          | 1+5             | 0+3             |                    | -                  | -                  |             | -           | -           | 39     | 12     |
| 2010-2011            | Maccabi Tel Aviv     | LA                   | 31         | 13         | GHM             | 5+7             | 3+2             | EL                 | 2                  | 0                  |             | -           | -           | 45     | 18     |
| Totale Maccabi Haifa | Totale Maccabi Haifa | Totale Maccabi Haifa | 49         | 16         |                 | 22              | 6               |                    | 2                  | 0                  |             | -           | -           | 73     | 22     |
| 2011-2012            | Maiorca              | PD                   | 29         | 8          | CR              | 6               | 2               | -                  | -                  | -                  | -           | -           | -           | 35     | 10     |
| 2012-2013            | Maiorca              | PD                   | 37         | 11         | CR              | 1               | 0               | -                  | -                  | -                  | -           | -           | -           | 38     | 11     |
| 2013-2014            | Maiorca              | SD                   | 24         | 2          | CR              | 0               | 0               | -                  | -                  | -                  | -           | -           | -           | 24     | 2      |
| Totale Maiorca       | Totale Maiorca       | Totale Maiorca       | 90         | 21         |                 | 7               | 2               |                    | -                  | -                  |             | -           | -           | 97     | 23     |
| 2014-2015            | Almería              | PD                   | 35         | 8          | CR              | 0               | 0               |                    | -                  | -                  |             | -           | -           | 35     | 8      |
| 2015-2016            | Brighton & Hove      | FLC                  | 44+1       | 17         | FACup+CdL       | 1+2             | 0               | -                  | -                  | -                  | -           | -           | -           | 48     | 17     |
| Totale carriera      | Totale carriera      | Totale carriera      | 297        | 74         |                 | 48              | 12              |                    | 2                  | 0                  |             | -           | -           | 347    | 86     |

### Cronologia presenze e reti in nazionale
| Cronologia completa delle presenze e delle reti in nazionale ― Israele | Cronologia completa delle presenze e delle reti in nazionale ― Israele | Cronologia completa delle presenze e delle reti in nazionale ― Israele | Cronologia completa delle presenze e delle reti in nazionale ― Israele | Cronologia completa delle presenze e delle reti in nazionale ― Israele | Cronologia completa delle presenze e delle reti in nazionale ― Israele | Cronologia completa delle presenze e delle reti in nazionale ― Israele | Cronologia completa delle presenze e delle reti in nazionale ― Israele |
| Data                                                                   | Città                                                                  | In casa                                                                | Risultato                                                              | Ospiti                                                                 | Competizione                                                           | Reti                                                                   | Note                                                                   |
| ---------------------------------------------------------------------- | ---------------------------------------------------------------------- | ---------------------------------------------------------------------- | ---------------------------------------------------------------------- | ---------------------------------------------------------------------- | ---------------------------------------------------------------------- | ---------------------------------------------------------------------- | ---------------------------------------------------------------------- |
| 4-6-2011                                                               | Riga                                                                   | Lettonia                                                               | 1 – 2                                                                  | Israele                                                                | Qual. Euro 2012                                                        | -                                                                      |                                                                        |
| 10-8-2011                                                              | Lancy                                                                  | Costa d'Avorio                                                         | 4 – 3                                                                  | Israele                                                                | Amichevole                                                             | -                                                                      | 69’                                                                    |
| 2-9-2011                                                               | Ramat Gan                                                              | Israele                                                                | 0 – 1                                                                  | Grecia                                                                 | Qual. Euro 2012                                                        | -                                                                      | 55’                                                                    |
| 6-9-2011                                                               | Zagabria                                                               | Croazia                                                                | 3 – 1                                                                  | Israele                                                                | Qual. Euro 2012                                                        | 1                                                                      |                                                                        |
| 11-10-2011                                                             | Ta' Qali                                                               | Malta                                                                  | 0 – 2                                                                  | Israele                                                                | Qual. Euro 2012                                                        | -                                                                      |                                                                        |
| 29-2-2012                                                              | Petah Tiqwa                                                            | Israele                                                                | 2 – 3                                                                  | Ucraina                                                                | Amichevole                                                             | 1                                                                      | 46’                                                                    |
| 26-5-2012                                                              | Graz                                                                   | Rep. Ceca                                                              | 2 – 1                                                                  | Israele                                                                | Amichevole                                                             | -                                                                      | 74’                                                                    |
| 15-8-2012                                                              | Budapest                                                               | Ungheria                                                               | 1 – 1                                                                  | Israele                                                                | Amichevole                                                             | 1                                                                      | 67’                                                                    |
| 7-9-2012                                                               | Baku                                                                   | Azerbaigian                                                            | 1 – 1                                                                  | Israele                                                                | Qual. Mondiali 2014                                                    | -                                                                      | 16’ 67’                                                                |
| 12-10-2012                                                             | Lussemburgo                                                            | Lussemburgo                                                            | 0 – 6                                                                  | Israele                                                                | Qual. Mondiali 2014                                                    | 3                                                                      |                                                                        |
| 16-10-2012                                                             | Ramat Gan                                                              | Israele                                                                | 3 – 0                                                                  | Lussemburgo                                                            | Qual. Mondiali 2014                                                    | 2                                                                      |                                                                        |
| 14-11-2012                                                             | Ramat Gan                                                              | Israele                                                                | 1 – 2                                                                  | Bielorussia                                                            | Amichevole                                                             | -                                                                      | 67’                                                                    |
| 6-2-2013                                                               | Netanya                                                                | Israele                                                                | 2 – 1                                                                  | Finlandia                                                              | Amichevole                                                             | -                                                                      | 61’                                                                    |
| 22-3-2013                                                              | Ramat Gan                                                              | Israele                                                                | 3 – 3                                                                  | Portogallo                                                             | Qual. Mondiali 2014                                                    | 1                                                                      | 44’ 64’                                                                |
| 13-10-2014                                                             | Andorra la Vella                                                       | Andorra                                                                | 1 – 4                                                                  | Israele                                                                | Qual. Euro 2016                                                        | 1                                                                      | 84’                                                                    |
| 28-3-2015                                                              | Haifa                                                                  | Israele                                                                | 0 – 3                                                                  | Galles                                                                 | Qual. Euro 2016                                                        | -                                                                      | 43’                                                                    |
| 31-3-2015                                                              | Gerusalemme                                                            | Israele                                                                | 0 – 1                                                                  | Belgio                                                                 | Qual. Euro 2016                                                        | -                                                                      | 46’                                                                    |
| 3-9-2015                                                               | Haifa                                                                  | Israele                                                                | 4 – 0                                                                  | Andorra                                                                | Qual. Euro 2016                                                        | 1                                                                      | 46’ 75’                                                                |
| 6-9-2015                                                               | Cardiff                                                                | Galles                                                                 | 0 – 0                                                                  | Israele                                                                | Qual. Euro 2016                                                        | -                                                                      | 46’                                                                    |
| 10-10-2015                                                             | Gerusalemme                                                            | Israele                                                                | 1 – 2                                                                  | Cipro                                                                  | Qual. Euro 2016                                                        | -                                                                      | 65’                                                                    |
| 13-10-2015                                                             | Bruxelles                                                              | Belgio                                                                 | 3 – 1                                                                  | Israele                                                                | Qual. Euro 2016                                                        | 1                                                                      |                                                                        |
| 23-3-2016                                                              | Osijek                                                                 | Croazia                                                                | 2 – 0                                                                  | Israele                                                                | Amichevole                                                             | -                                                                      | 76’                                                                    |
| 5-9-2016                                                               | Haifa                                                                  | Israele                                                                | 1 – 3                                                                  | Italia                                                                 | Qual. Mondiali 2018                                                    | -                                                                      |                                                                        |
| 6-10-2016                                                              | Skopje                                                                 | Macedonia                                                              | 1 – 2                                                                  | Israele                                                                | Qual. Mondiali 2018                                                    | 1                                                                      | 76’                                                                    |
| 9-10-2016                                                              | Gerusalemme                                                            | Israele                                                                | 2 – 1                                                                  | Liechtenstein                                                          | Qual. Mondiali 2018                                                    | 2                                                                      | 75’                                                                    |
| 12-11-2016                                                             | Elbasan                                                                | Albania                                                                | 0 – 3                                                                  | Israele                                                                | Qual. Mondiali 2018                                                    | -                                                                      | 70’                                                                    |
| 24-3-2017                                                              | Gijón                                                                  | Spagna                                                                 | 4 – 1                                                                  | Israele                                                                | Qual. Mondiali 2018                                                    | -                                                                      | 64’                                                                    |
| 2-9-2017                                                               | Haifa                                                                  | Israele                                                                | 0 – 1                                                                  | Macedonia                                                              | Qual. Mondiali 2018                                                    | -                                                                      | 46’                                                                    |
| 6-10-2017                                                              | Vaduz                                                                  | Liechtenstein                                                          | 0 – 1                                                                  | Israele                                                                | Qual. Mondiali 2018                                                    | -                                                                      |                                                                        |
| 9-10-2017                                                              | Gerusalemme                                                            | Israele                                                                | 0 – 1                                                                  | Spagna                                                                 | Qual. Mondiali 2018                                                    | -                                                                      |                                                                        |
| 24-3-2018                                                              | Netanya                                                                | Israele                                                                | 1 – 2                                                                  | Romania                                                                | Amichevole                                                             | 1                                                                      | 61’                                                                    |
| 7-9-2018                                                               | Elbasan                                                                | Albania                                                                | 1 – 0                                                                  | Israele                                                                | UEFA Nations League 2018-2019 - 1º turno                               | -                                                                      | 47’                                                                    |
| 11-9-2018                                                              | Belfast                                                                | Irlanda del Nord                                                       | 3 – 0                                                                  | Israele                                                                | Amichevole                                                             | -                                                                      | 59’                                                                    |
| 14-10-2018                                                             | Be'er Sheva                                                            | Israele                                                                | 2 – 0                                                                  | Albania                                                                | UEFA Nations League 2018-2019 - 1º turno                               | -                                                                      | 66’                                                                    |
| 20-11-2018                                                             | Glasgow                                                                | Scozia                                                                 | 3 – 2                                                                  | Israele                                                                | UEFA Nations League 2018-2019 - 1º turno                               | -                                                                      | 85’                                                                    |
| 24-3-2019                                                              | Haifa                                                                  | Israele                                                                | 4 – 2                                                                  | Austria                                                                | Qual. Euro 2020                                                        | -                                                                      | 80’                                                                    |
| 5-9-2019                                                               | Be'er Sheva                                                            | Israele                                                                | 1 – 1                                                                  | Macedonia del Nord                                                     | Qual. Euro 2020                                                        | -                                                                      | 75’                                                                    |
| Totale                                                                 |                                                                        | Presenze                                                               | 37                                                                     |                                                                        | Reti (9º posto)                                                        | 17                                                                     |                                                                        |